# Baby Love
Baby Love är en hitlåt från 1964 inspelad av The Supremes för Motown. Skriven och producerad av Motown huvudsakliga produktionsteam Holland-Dozier-Holland. The Funk Brothers står för musiken. Baby Love var en av de mest populära låtarna under 1960-talet och var Supremes mest framgångsrika singel. Låten var medvetet arrangerad liknande Supremes genombrott och föregående singel "Where Did Our Love Go" och Berry Gordy hoppades få en till lika stor hit, något som lyckades.
Magasinet Rolling Stone listade år 2003 låten som #324 på sin lista The 500 Greatest Songs of All Time. I en uppdaterad version återfinns låten på plats 332.

## Listplaceringar
| Lista (1964)   | Position         |
| -------------- | ---------------- |
| Flandern       | 13               |
| Frankrike      | 39               |
| Irland         | 2                |
| Kanada         | 10               |
| Nederländerna  | 7                |
| Norge          | 5                |
| Storbritannien | 1                |
| Sverige        | 9 (Tio i topp)   |
| Sverige        | 7 (Kvällstoppen) |
| USA            | 1                |
| Vallonien      | 18               |
| Västtyskland   | 15               |